# Resolución 528 del Consejo de Seguridad de las Naciones Unidas
La resolución 528 del Consejo de Seguridad de las Naciones Unidas, adoptada el 21 de diciembre de 1982, después de que la Asamblea General aprobara la resolución 3190 exaltando los beneficios de mayores idiomas oficiales, el Consejo decidió incluir al árabe entre los idiomas oficiales del mismo.
No se dieron detalles sobre la votación además de que fue aprobada "por consenso".